# Scopelarchidae
Los ojos de perla son la familia Scopelarchidae de peces marinos incluida en el orden Aulopiformes, distribuidos por todos los océanos del planeta. Su nombre procede del griego: skopelos (roca) + arche (la primera, el comienzo).
Cuerpo con una longitud máxima descrita de 23 cm, todo cuerpo y la región postorbital de la cabeza con escamas, de tipo ciloideo; boca con dientes fuertes y generalmente en forma de gancho; ojos grandes y tubulares, orientados hacia arriba o ligeramente hacia la región dorso-anterior.
Aleta dorsal con 5-10 radios, aleta anal con unos 17 a 27 radios, y aleta pectoral con 18-28 radios; no tienen vejiga natatoria.
Los adultos suelen encontrarse a profundidades entre los 500 y los 1000 metros, mientras que la larva acostumbra a vivir entre los 100 y los 200 m de profundidad.

## Géneros y especies
Existen 18 especies agrupadas en 4 géneros:
- Género Benthalbella (Zugmayer, 1911)
  - Benthalbella dentata (Chapman, 1939) - Perlado norteño
  - Benthalbella elongata (Norman, 1937)
  - Benthalbella infans (Zugmayer, 1911)
  - Benthalbella linguidens (Mead y Böhlke, 1953)
  - Benthalbella macropinna (Bussing y Bussing, 1966)
- Género Rosenblattichthys (Johnson, 1974)
  - Rosenblattichthys alatus (Fourmanoir, 1970)
  - Rosenblattichthys hubbsi (Johnson, 1974)
  - Rosenblattichthys nemotoi (Okiyama y Johnson, 1986)
  - Rosenblattichthys volucris (Rofen, 1966)
- Género Scopelarchoides (Parr, 1929)
  - Scopelarchoides climax (Johnson, 1974)
  - Scopelarchoides danae (Johnson, 1974)
  - Scopelarchoides kreffti (Johnson, 1972)
  - Scopelarchoides nicholsi (Parr, 1929)
  - Scopelarchoides signifer (Johnson, 1974)
- Género Scopelarchus (Alcock, 1896)
  - Scopelarchus analis (Brauer, 1902)
  - Scopelarchus guentheri (Alcock, 1896)
  - Scopelarchus michaelsarsi (Koefoed, 1955)
  - Scopelarchus stephensi (Johnson, 1974)